# Spoorlijn Dortmund-Dorstfeld - Dortmund Süd
De spoorlijn Dortmund-Dorstfeld - Dortmund Süd is een Duitse spoorlijn en is als spoorlijn 2126 onder beheer van DB Netze.

## Geschiedenis
Het traject werd door de Rheinische Eisenbahn-Gesellschaft (Rhe) geopend op 19 november 1874. Voor de ombouw tot S-Bahn werd de lijn in 1983 verlegd om aan te sluit op het nieuwe station Dortmund-Dorstfeld.

## Treindiensten
Op het traject rijdt de S-Bahn Rhein-Ruhr de volgende routes:
| Serie | Treinsoort            | Route | Bijzonderheden |
| ----- | --------------------- | --- | -------------- |
| S 4   | S-Bahn (DB Regio NRW) | Dortmund-Lütgendortmund – Dortmund-Dorstfeld – Dortmund Stadthaus – Dortmund-Brackel – Dortmund-Wickede – Massen – Unna |                |

## Aansluitingen
In de volgende plaatsen is of was er een aansluiting op de volgende spoorlijnen:
Dortmund Dorstfeld
DB 2120, spoorlijn tussen Dortmund aansluiting Flm en aansluiting Schnettkerbrücke
DB 2122, spoorlijn tussen Dortmund-Dorstfeld en Dortmund-Huckarde Süd
Dortmund Süd
DB 2110, spoorlijn tussen Dortmund Süd en Dortmund Ost
DB 2112, spoorlijn tussen Welver en Dortmund Süd
DB 2136, spoorlijn tussen Dortmund Süd en Dortmund-Bodelschwing
DB 2423, spoorlijn tussen Düsseldorf-Derendorf en Dortmund Süd

## Elektrificatie
Het traject werd in 1984 geëlektrificeerd met een wisselspanning van 15.000 volt 16⅔ Hz.